# Mike Koplove
Michael Paul "Mike" Koplove, född den 30 augusti 1976 i Philadelphia i Pennsylvania, är en amerikansk före detta professionell basebollspelare som spelade sju säsonger i Major League Baseball (MLB) 2001–2007. Koplove var högerhänt pitcher.
Koplove spelade för Arizona Diamondbacks (2001–2006) och Cleveland Indians (2007). Totalt spelade han 222 matcher i MLB och var 15–7 (15 vinster och sju förluster) med en earned run average (ERA) på 3,82 och 175 strikeouts. Han tillbringade huvuddelen av karriären i olika farmarklubbar i Minor League Baseball, där han spelade 427 matcher och var 36–23 med en ERA på 3,09 och 546 strikeouts.
Koplove tog brons för USA vid olympiska sommarspelen 2008 i Peking.